# Северо-восточный диалект казахского языка
Северо-восточный диалект казахского языка (каз. қазақ тілінің солтүстік-шығыс диалектісі) — одна из трёх основных разновидностей казахского языка.
Несмотря на то, что говоры казахов, живущих в северо-восточных регионах Казахстана и прилегающих районах соседних стран (КНР, Россия, Монголия), выделяются исследователями как отдельный диалект, различия между диалектами казахского языка незначительны, и до недавнего времени само существование диалектов в казахском языке было предметом споров. Удивительная однородность казахского языка на всей территории его распространения объясняется высокой мобильностью носителей.
Северо-восточный диалект, на котором писали свои произведения Абай Кунанбаев и Ибрай Алтынсарин, стал основой современного казахского литературного языка, он появился в результате локального разобщения и родо-племенного объединения здешних казахов в течение веков. Из-за территориальной отдалённости, в отличие от других диалектов, северо-восточный диалект подвергся меньшему влиянию арабского и персидского языков. Говоры казахов в Китае, большинство которых говорят на северо-восточном диалекте, подверглись незначительному влиянию китайского языка (мандаринский).
На северо-восточном диалекте говорят казахи Абайской, Акмолинской, Северо-Казахстанской, Павлодарской, Восточно-Казахстанской, Карагандинской областей Казахстана, Синьцзян-Уйгурского автономного района Китая, а также на востоке Костанайской и северо-востоке Алматинской областей.